# Pirelli
Pirelli & C. SpA je italijanski proizvajalec pnevmatik s sedežem v Milanu. Pirelli je 5. največji svetovni proizvajalec pnevmatik po Bridgestoneu, Michelinu, Continentalu in Goodyearu. Podjetje ima 19 tovarn in je prisotno v več kot 160 državah.
Podjetje sponzorira športne dogodke že od leta 1907 in je v obdobju 2011-2016 ekskluzivni dobavitelj gum za Formulo 1. Pirelli dobavlja pnevmatike tudi za motociklistočno tekmovanje World Superbike Championship.
Pnevmatike obsegajo 99 % prihodkov podjetja, se pa Pirelli ukvarja tudi z izdelavo prestižnih športnih oblek - PZero. V manjšem obsegu se ukvarja tudi z obnovljivo energijo
Podjetje od leta 1964 naprej publicira tudi znani Pirellijev koledar.